# Димитр Ангелов
Дими́тр Анге́лов (нар. 27 вересня 1904 — 27 грудня 1977, Софія) — болгарський письменник-комуніст. Брав участь у боротьбі проти гітлерівців.

## Творча діяльність
Перший твір — лірична повість «Емілія» (1927). А. — автор романів «Голод по тротуарах» (1937), «Коли ще не було людини» (1941), «Сміливий Чунг» (1953), «Земля перед загибеллю» (1956) та ін. Твір «На життя і смерть» (1953) присвячений боротьбі трудящих Болгарії проти фашизму.
- «Емілія» (1927);
- «Голод по тротуарах» (1937);
- «Коли ще не було людини» (1941);
- «Сміливий Чунг» (1953);
- «На життя і смерть» (1953);
- «Земля перед загибеллю» (1956);

## Твори
Тв.: Укр. перекл. — На життя і смерть. К.., 1957.